# Saint-Paul-de-Serre
 Saint-Paul-de-Serre  es una población y comuna francesa, situada en la región de Aquitania, departamento de Dordoña, en el distrito de Périgueux y cantón de Vergt.

## Demografía
| 231 | 199 | 187 | 155 | 208 | 236 |
| Para los censos de 1962 a 1999 la población legal corresponde a la población sin duplicidades (Fuente: INSEE [Consultar]) |     |     |     |     |     |